# Agios Dimitrios, Ioannina
Agios Dimitrios  este un oraș în Grecia în prefectura Ioannina. În 2005 avea 6.502 locuitori.